# Puccinia altissimorum
Puccinia altissimorum ist eine Ständerpilzart aus der Ordnung der Rostpilze (Pucciniales). Der Pilz ist ein Endoparasit von Kratzdisteln. Symptome des Befalls durch die Art sind Rostflecken und Pusteln auf den Blattoberflächen der Wirtspflanzen. Sie ist im Osten Nordamerikas verbreitet.

## Merkmale

### Makroskopische Merkmale
Puccinia altissimorum ist mit bloßem Auge nur anhand der auf der Oberfläche des Wirtes hervortretenden Sporenlager zu erkennen. Sie wachsen in Nestern, die als gelbliche bis braune Flecken und Pusteln auf den Blattoberflächen erscheinen.

### Mikroskopische Merkmale
Das Myzel von Puccinia altissimorum wächst wie bei allen Puccinia-Arten interzellulär und bildet Saugfäden, die in das Speichergewebe des Wirtes wachsen. Ihre Spermogonien und Aecien sind bislang unbekannt. Die unterseitig auf der Oberfläche der Wirtsblätter wachsenden Uredien des Pilzes sind zimtbraun. Ihre hell zimtbraunen bis goldenen Uredosporen sind 21–25 × 20–23 µm groß, annähernd kugelig und stachelwarzig. Die blattunterseitig wachsenden Telien der Art sind schwarzbraun, pulverig und unbedeckt. Die gold- bis klar kastanienbraunen Teliosporen sind zweizellig, in der Regel ellipsoid, stachelwarzig und meist 28–38 × 18–22 µm groß. Ihre Stiele sind farblos und bis zu 70 µm lang.

## Verbreitung
Das bekannte Verbreitungsgebiet von Puccinia altissimorum umfasst die USA ostwärts des Mississippi River.

## Ökologie
Die Wirtspflanze von Puccinia altissimorum sind die Kratzdisteln Cirsium altissimum, Cirsium iowense und Cirsium discolor. Der Pilz ernährt sich von den im Speichergewebe der Pflanzen vorhandenen Nährstoffen, seine Sporenlager brechen später durch die Blattoberfläche und setzen Sporen frei. Die Art durchläuft einen makrozyklischen Entwicklungszyklus mit Spermogonien, Aecien, Telien und Uredien. Als autoöker Parasit macht sie keinen Wirtswechsel durch.